# Гузан
Гузан (груз. გუზანი, Гузан, сын Абуласана) — грузинский политический деятель конца XII века, владетель Кларджети и Шавшети, которому царица Тамара подаралиа Тао. Отсюда и произошло его прозвище Таоскарели.
Во время восстания против царицы Тамары 1191 года Гузан был первым тавадом, который предал Тамару и перешёл на сторону Юрия Боголюбского. После подавления восстания, Гузан сбежал к Шахармену, и попытался вторгнуться в Грузию. Полковедец царицы Тамары, Захарий Панаскертели, разгромил вторгшееся войско, а Гузана взял в плен. По приказу Давида Сослана мятежного тавада ослепили.